# Distrikt Castilla
Der Distrikt Castilla liegt in der Provinz Piura der Region Piura in Nordwest-Peru. Der Distrikt hat eine Fläche von 659 km². Beim Zensus 2017 lebten 160.201 Einwohner im Distrikt. Im Jahr 1993 lag die Einwohnerzahl bei 91.442, im Jahr 2007 bei 123.692. Verwaltungssitz ist Castilla. Die Stadt ist quasi deckungsgleich mit dem Distrikt. Der Fluss Río Piura trennt Castilla von dem am Westufer gelegenen Piura. Im Osten des Distrikts herrscht Wüstenlandschaft. In Castilla befindet sich die Universidad Nacional de Piura sowie der Flughafen Aeropuerto Capitan FAP Guillermo Concha Iberico.

## Geographische Lage
Der Distrikt Castilla liegt im zentralen Osten der Provinz Piura. Er beinhaltet den östlichen Teil der Metropolregion Piura. Im Westen grenzt der Distrikt an den Distrikt Piura, im Norden an den Distrikt Tambogrande, im Osten an den Distrikt Chulucanas (Provinz Morropón) sowie im Süden an den Distrikt Catacaos.